# Overground (Album)
Overground ist ein Musikalbum von Howard Riley. Die am 28. August 1974 und am 1. November 1975 in London entstandenen Aufnahmen erschienen 2001 auf Emanem.

## Hintergrund
Anfang der 2000er-Jahre war das britische Independentlabel Emanem damit beschäftigt, historische Aufzeichnungen zu durchsuchen und brachte dabei Material von Howard Rileys Trio mit Barry Guy und Tony Oxley ans Licht. Overground, aufgenommen 1974–75, stellt die weitere Entwicklung desselben Howard Riley Trios dar, dessen Musik 1971 auf Flight (Future Music) und in der Folge 1973 auf Synpopsis erschienen war. Das Material auf Overground wurde in zwei Studiosessions am 28. August 1974 (Titel 1 und 2) und am 1. November 1975 (Titel 3 bis 5) mit demselben Trio aufgenommen. In „Recognition“ spielte Riley im Overdub, so dass der Effekt von zwei Tasteninstrumenten entsteht.

## Titelliste
- Howard Riley: Overground (Emanem – 4054)[1]

1. Loops 11:30
2. Pages (Howard Riley, Tony Oxley) 16:06
3. Spliced 9:54
4. Recognition 10:01
5. Overground 20:28

Wenn nicht anders vermerkt, stammen die Kompositionen von Howard Riley.

## Rezeption
François Couture verlieh dem Album in Allmusic vier Sterne und schrieb, Mitte der 1970er Jahre habe Howard Riley ein sehr persönliches musikalisches Vokabular entwickelt, das noch immer unzureichend dokumentiert sei. Seine Verwendung von Verstärkungs- und elektronischen Effekten, die man normalerweise mit der E-Gitarre verbindet, auf dem akustischen Klavier mag heute etwas veraltet klingen, gab aber seiner Musik eine besondere Klangfarbe, die immer noch sehr angenehm klinge. Overground wirke komplizierter als die vorherige Aufnahme in derselben Besetzung und sei in Bezug auf Technik-Einsatz und Ideen spannender, wenn auch eher aus historischer als aus zeitgenössischer Sicht.
Im Gegensatz zu vielen freien Klavierspielern verfüge Riley über die bemerkenswerte Fähigkeit, jegliche Art von Reflex oder unbewussten Mustern zu vermeiden, hieß es in All About Jazz: Der Zuhörer gewinne das Gefühl, dass er jede Note für jeden Moment auswähle, weil sie in diesen bestimmten Kontext gehöre. Er nutze Wiederholung als bewussten Akt, um Spannung aufzubauen, nicht als Werkzeug, um Räume zu füllen. Seine Begleiter bei Overground, der „Überbassist“ Barry Guy und der Schlagzeuger Tony Oxley, teilten das gleiche Engagement für Frische und Spontaneität. Die daraus resultierenden Interaktionen seien voller Überraschung, Erleuchtung und Staunen. Selbst bei Kompositionen, bei denen Riley die Instrumentierung vorgibt (wie bei „Spliced“) oder grafische Notation verwendet, um den Ton zu verstärken (wie bei „Overground“), würde die wahre Schönheit im sehr spontanen Zyklus von Beobachtung, Aussage und Reaktion dieser drei Musiker liegen.